# شارل بوزون
شارل بوزون (فرانسوی: Charles Bozon‎; ۱۵ دسامبر ۱۹۳۲ – ۷ ژوئیهٔ ۱۹۶۴) اسکی‌باز آلپاین اهل فرانسه بود.